# Élections locales britanniques de 2019
Les élections locales britanniques de 2019 ont lieu le 2 mai 2019 au Royaume-Uni. Elles ont lieu dans tous les districts d'Irlande du Nord et une partie des circonscriptions de l'Angleterre. L'Écosse et le Pays de Galles n'organisent pas d'élection ce jour-là.
Les conservateurs et les travaillistes sortent perdants de ces élections, les premiers en particulier perdant plus d'un millier de sieges, principalement au profit des libéraux-démocrates, opposés au départ du Royaume-Uni de l'Union européenne. Les Verts et des candidats indépendants connaissent également des résultats en hausse. La Première ministre Theresa May analyse la défaite de son parti comme un désaveu des électeurs à la suite du report du Brexit.

## Électeurs
Tous les électeurs inscrits sur les listes électorales, qu'ils soient britanniques, irlandais, citoyens du Commonwealth ou ressortissants d'un pays de l'Union européenne, qui ont 18 ans révolus au jour de l'élection peuvent voter.

## Collectivités concernées
En Angleterre, les élections permettent de renouveler 8 804 sièges des conseils locaux dans 33 des 36 districts métropolitains, 47 des 55 autorités unitaires et dans 168 districts. Six élections directes de maires sont organisées le même jour.
En Irlande du Nord, les élections permettent de renouveler la totalité des 462 sièges de conseillers dans les 11 districts de la province.

## Résultats
Les conservateurs et les travaillistes sont les perdants de ces élections. Les Verts et des candidats indépendants enregistrent des résultats en hausse.

### Par parti

#### En Angleterre
| Parti                          | Conseillers | +/-   | Conseils | +/-           |
| ------------------------------ | ----------- | ----- | -------- | ------------- |
| Parti conservateur             | 3 564       | 1 330 | 93       | 44            |
| Parti travailliste             | 2 021       | 84    | 60       | 6             |
| Libéraux-démocrates            | 1 352       | 706   | 18       | 10            |
| Parti vert                     | 265         | 194   | 0        | en stagnation |
| UKIP                           | 31          | 145   | 0        | en stagnation |
| Autres et Indépendants         | 1 179       | 659   | 4        | 3             |
| Conseils sans majorité absolue | -           | -     | 73       | 37            |

#### En Irlande du Nord
| Parti                            | Conseillers | +/-           |
| -------------------------------- | ----------- | ------------- |
| Democratic Unionist Party        | 122         | 8             |
| Sinn Féin                        | 105         | en stagnation |
| Ulster Unionist Party            | 75          | 13            |
| Social Democratic & Labour Party | 59          | 7             |
| Alliance Party                   | 53          | 21            |
| Parti vert                       | 8           | 4             |
| Traditional Unionist Voice       | 6           | 7             |
| People Before Profit Alliance    | 5           | 4             |
| Progressive Unionist Party of NI | 3           | 1             |
| Aontú                            | 1           | 1             |
| Travailliste                     | 1           | 1             |
| UKIP                             | 0           | 3             |
| NI21                             | 0           | 1             |
| Indépendant                      | 24          | 9             |

### Districts métropolitains
Dans 33 des 36 districts métropolitain, un tiers des sièges est en jeu. Il n'y a pas d'élections dans les trois districts de Birmingham, Doncaster et Rotherham.
| District            | Sièges | Sièges | Majorité sortante       | Nouvelle majorité       |
| District            | En jeu | Total  | Majorité sortante       | Nouvelle majorité       |
| ------------------- | ------ | ------ | ----------------------- | ----------------------- |
| Barnsley            | 21     | 63     | Parti travailliste      | Parti travailliste      |
| Bolton              | 20     | 60     | Pas de majorité absolue | Pas de majorité absolue |
| Bradford            | 30     | 90     | Parti travailliste      | Parti travailliste      |
| Bury                | 17     | 51     | Parti travailliste      | Parti travailliste      |
| Calderdale          | 17     | 51     | Pas de majorité absolue | Parti travailliste      |
| Coventry            | 18     | 54     | Parti travailliste      | Parti travailliste      |
| Dudley              | 24     | 72     | Pas de majorité absolue | Pas de majorité absolue |
| Gateshead           | 22     | 66     | Parti travailliste      | Parti travailliste      |
| Kirklees            | 23     | 69     | Parti travailliste      | Parti travailliste      |
| Knowsley            | 15     | 45     | Parti travailliste      | Parti travailliste      |
| Leeds               | 33     | 99     | Parti travailliste      | Parti travailliste      |
| Liverpool           | 30     | 90     | Parti travailliste      | Parti travailliste      |
| Manchester          | 32+1   | 96     | Parti travailliste      | Parti travailliste      |
| Newcastle-upon-Tyne | 26+1   | 78     | Parti travailliste      | Parti travailliste      |
| North Tyneside      | 20     | 60     | Parti travailliste      | Parti travailliste      |
| Oldham              | 20     | 60     | Parti travailliste      | Parti travailliste      |
| Rochdale            | 20     | 60     | Parti travailliste      | Parti travailliste      |
| Salford             | 20     | 60     | Parti travailliste      | Parti travailliste      |
| Sandwell            | 24     | 72     | Parti travailliste      | Parti travailliste      |
| Sefton              | 22+1   | 66     | Parti travailliste      | Parti travailliste      |
| Sheffield           | 28     | 84     | Parti travailliste      | Parti travailliste      |
| Solihull            | 17     | 51     | Parti conservateur      | Parti conservateur      |
| South Tyneside      | 18+1   | 54     | Parti travailliste      | Parti travailliste      |
| St Helens           | 16     | 48     | Parti travailliste      | Parti travailliste      |
| Stockport           | 21     | 63     | Pas de majorité absolue | Pas de majorité absolue |
| Sunderland          | 25+1   | 75     | Parti travailliste      | Parti travailliste      |
| Tameside            | 19     | 57     | Parti travailliste      | Parti travailliste      |
| Trafford            | 21     | 63     | Pas de majorité absolue | Parti travailliste      |
| Wakefield           | 21     | 63     | Parti travailliste      | Parti travailliste      |
| Walsall             | 20     | 60     | Pas de majorité absolue | Parti conservateur      |
| Wigan               | 25     | 75     | Parti travailliste      | Parti travailliste      |
| Wirral              | 22     | 66     | Parti travailliste      | Pas de majorité absolue |
| Wolverhampton       | 20+2   | 60     | Parti travailliste      | Parti travailliste      |

### Autorités unitaires
47 des 55 autorités unitaires organisent une élection. Il n'y a pas d'élection dans les autorités unitaires de Bristol, Cornouailles, l'île de Wight, Shropshire, Warrington et Wiltshire.

#### Conseils entièrement renouvelés
| Conseil                              | Sièges | Majorité sortante       | Nouvelle majorité       | Nouvelle majorité |
| ------------------------------------ | ------ | ----------------------- | ----------------------- | ----------------- |
| Bath and North East Somerset‡        | 59     | Parti conservateur      | Libéraux-Démocrates     |                   |
| Bedford                              | 40     | Pas de majorité absolue | Pas de majorité absolue |                   |
| Blackpool                            | 42     | Parti travailliste      | Parti travailliste      |                   |
| Bournemouth, Christchurch and Poole, | 76     | Nouveau conseil         | Pas de majorité absolue |                   |
| Bracknell Forest                     | 42     | Parti conservateur      | Parti conservateur      |                   |
| Brighton and Hove                    | 54     | Pas de majorité absolue | Pas de majorité absolue |                   |
| Central Bedfordshire                 | 59     | Parti conservateur      | Parti conservateur      |                   |
| Cheshire East                        | 82     | Parti conservateur      | Pas de majorité absolue |                   |
| Cheshire West and Chester‡           | 70     | Parti travailliste      | Pas de majorité absolue |                   |
| Darlington                           | 50     | Pas de majorité absolue | Pas de majorité absolue |                   |
| Dorset                               | 82     | Nouveau conseil         | Parti conservateur      |                   |
| East Riding of Yorkshire             | 67     | Parti conservateur      | Parti conservateur      |                   |
| Herefordshire                        | 52     | Parti conservateur      | Pas de majorité absolue |                   |
| Leicester                            | 54     | Parti travailliste      | Parti travailliste      |                   |
| Luton                                | 48     | Parti travailliste      | Parti travailliste      |                   |
| Medway                               | 55     | Parti conservateur      | Parti conservateur      |                   |
| Middlesbrough                        | 46     | Parti travailliste      | Pas de majorité absolue |                   |
| North Lincolnshire                   | 43     | Parti conservateur      | Parti conservateur      |                   |
| North Somerset                       | 50     | Parti conservateur      | Pas de majorité absolue |                   |
| Nottingham‡                          | 55     | Parti travailliste      | Parti travailliste      |                   |
| Redcar and Cleveland‡                | 59     | Pas de majorité absolue | Pas de majorité absolue |                   |
| Rutland‡                             | 27     | Parti conservateur      | Parti conservateur      |                   |
| South Gloucestershire‡               | 61     | Parti conservateur      | Parti conservateur      |                   |
| Stockton-on-Tees                     | 56     | Parti travailliste      | Pas de majorité absolue |                   |
| Stoke-on-Trent                       | 44     | Pas de majorité absolue | Pas de majorité absolue |                   |
| Telford and Wrekin                   | 54     | Parti travailliste      | Parti travailliste      |                   |
| Torbay‡                              | 36     | Parti conservateur      | Pas de majorité absolue |                   |
| West Berkshire‡                      | 43     | Parti conservateur      | Parti conservateur      |                   |
| Windsor and Maidenhead‡              | 41     | Parti conservateur      | Parti conservateur      |                   |
| York                                 | 47     | Pas de majorité absolue | Pas de majorité absolue |                   |

‡ : Un redécoupage des circonscriptions a eu lieu.

#### Conseils renouvelés par tiers
Dans dix-sept conseils, seulement un tiers des sièges est en jeu.
| Conseil                 | Sièges | Sièges | Majorité sortante       | Nouvelle majorité       | Nouvelle majorité |
| Conseil                 | En jeu | Total  | Majorité sortante       | Nouvelle majorité       | Nouvelle majorité |
| ----------------------- | ------ | ------ | ----------------------- | ----------------------- | ----------------- |
| Blackburn with Darwen   | 17     | 51     | Parti travailliste      | Parti travailliste      |                   |
| Derby                   | 17     | 51     | Pas de majorité absolue | Pas de majorité absolue |                   |
| Halton                  | 19     | 56     | Parti travailliste      | Parti travailliste      |                   |
| Hartlepool              | 11     | 33     | Parti travailliste      | Pas de majorité absolue |                   |
| Kingston upon Hull      | 19     | 57     | Parti travailliste      | Parti travailliste      |                   |
| Milton Keynes           | 19     | 57     | Pas de majorité absolue | Pas de majorité absolue |                   |
| North East Lincolnshire | 15+1   | 42     | Pas de majorité absolue | Parti conservateur      |                   |
| Peterborough            | 20     | 60     | Parti conservateur      | Pas de majorité absolue |                   |
| Plymouth                | 19     | 57     | Parti travailliste      | Parti travailliste      |                   |
| Portsmouth              | 14+1   | 42     | Pas de majorité absolue | Pas de majorité absolue |                   |
| Reading                 | 15+1   | 46     | Parti travailliste      | Parti travailliste      |                   |
| Slough                  | 14     | 42     | Parti travailliste      | Parti travailliste      |                   |
| Southampton             | 16     | 48     | Parti travailliste      | Parti travailliste      |                   |
| Southend-on-Sea         | 17     | 51     | Parti conservateur      | Pas de majorité absolue |                   |
| Swindon                 | 19     | 57     | Parti conservateur      | Parti conservateur      |                   |
| Thurrock                | 16+1   | 49     | Pas de majorité absolue | Pas de majorité absolue |                   |
| Wokingham               | 18     | 54     | Parti conservateur      | Parti conservateur      |                   |
| Total                   | 285+4  | 853    |                         |                         |                   |

### Districts non métropolitains
Des élections ont lieu dans 168 districts non métropolitains.

#### Conseils entièrement renouvelés
| Conseil                        | Sièges        | Majorité sortante       | Comté           | Nouvelle majorité       |
| ------------------------------ | ------------- | ----------------------- | --------------- | ----------------------- |
| Allerdale ‡                    | 49            | Pas de majorité absolue | Cumbria         | Pas de majorité absolue |
| Arun                           | 54            | Part conservateur       | West Sussex     | Pas de majorité absolue |
| Ashfield                       | 35            | Pas de majorité absolue | Nottinghamshire | Sans étiquette          |
| Ashford ‡                      | 47            | Parti conservateur      | Kent            | Parti conservateur      |
| Babergh ‡                      | 32            | Parti conservateur      | Suffolk         | Pas de majorité absolue |
| Barrow-in-Furness              | 36            | Parti travailliste      | Cumbria         | Parti travailliste      |
| Bassetlaw                      | 48            | Parti travailliste      | Nottinghamshire | Parti travailliste      |
| Blaby                          | 39            | Parti conservateur      | Leicestershire  | Parti conservateur      |
| Bolsover ‡                     | 37            | Parti travailliste      | Derbyshire      | Pas de majorité absolue |
| Boston                         | 30            | Parti conservateur      | Lincolnshire    | Parti conservateur      |
| Braintree                      | 49            | Parti conservateur      | Essex           | Parti conservateur      |
| Breckland                      | 49            | Parti conservateur      | Norfolk         | Parti conservateur      |
| Broadland                      | 47            | Parti conservateur      | Norfolk         | Parti conservateur      |
| Bromsgrove                     | 31            | Parti conservateur      | Worcestershire  | Parti conservateur      |
| Broxtowe                       | 42 sur 44     | Parti conservateur      | Nottinghamshire | Pas de majorité absolue |
| Canterbury                     | 39            | Parti conservateur      | Kent            | Parti conservateur      |
| Carlisle ‡                     | 39            | Pas de majorité absolue | Cumbria         | Pas de majorité absolue |
| Charnwood                      | 52            | Parti conservateur      | Leicestershire  | Parti conservateur      |
| Chelmsford                     | 57            | Parti conservateur      | Essex           | Parti conservateur      |
| Chesterfield                   | 48            | Parti travailliste      | Derbyshire      | Parti travailliste      |
| Chichester ‡                   | 36            | Parti conservateur      | West Sussex     | Pas de majorité absolue |
| Copeland ‡                     | 33            | Parti travailliste      | Cumbria         | Parti travailliste      |
| Cotswold                       | 34            | Parti conservateur      | Gloucestershire | Libéraux Démocrates     |
| Crawley ‡                      | 36            | Parti travailliste      | West Sussex     | Parti travailliste      |
| Dacorum                        | 51            | Parti conservateur      | Hertfordshire   | Parti conservateur      |
| Dartford ‡                     | 42            | Parti conservateur      | Kent            | Parti conservateur      |
| Derbyshire Dales               | 39            | Parti conservateur      | Derbyshire      | Parti conservateur      |
| Douvres ‡                      | 32            | Parti conservateur      | Kent            | Parti conservateur      |
| Eastbourne ‡                   | 27            | Libéraux Démocrates     | East Sussex     | Libéraux Démocrates     |
| East Cambridgeshire ‡          | 28            | Parti conservateur      | Cambridgeshire  | Parti conservateur      |
| East Devon ‡                   | 60            | Parti conservateur      | Devon           | Sans étiquette          |
| East Hampshire ‡               | 43            | Parti conservateur      | Hampshire       | Parti conservateur      |
| East Hertfordshire             | 50            | Parti conservateur      | Hertfordshire   | Parti conservateur      |
| East Lindsey                   | 55            | Parti conservateur      | Lincolnshire    | Parti conservateur      |
| East Staffordshire             | 39            | Parti conservateur      | Staffordshire   | Parti conservateur      |
| East Suffolk,                  | 55            | Nouveau conseil         | Suffolk         | Parti conservateur      |
| Eden                           | 38            | Parti conservateur      | Cumbria         | Pas de majorité absolue |
| Epsom and Ewell                | 38            | Liste locale            | Surrey          | Liste locale            |
| Erewash                        | 47            | Parti conservateur      | Derbyshire      | Parti conservateur      |
| Fenland                        | 39            | Parti conservateur      | Cambridgeshire  | Parti conservateur      |
| Folkestone and Hythe           | 30            | Parti conservateur      | Kent            | Pas de majorité absolue |
| Forest of Dean ‡,              | 35 sur 38     | Pas de majorité absolue | Gloucestershire | Pas de majorité absolue |
| Fylde                          | 51            | Parti conservateur      | Lancashire      | Parti conservateur      |
| Gedling                        | 41            | Parti travailliste      | Nottinghamshire | Parti travailliste      |
| Gravesham                      | 44            | Pas de majorité absolue | Kent            | parti travailliste      |
| Great Yarmouth                 | 39            | Parti conservateur      | Norfolk         | Parti conservateur      |
| Guildford                      | 48            | Parti conservateur      | Surrey          | Pas de majorité absolue |
| Hambleton                      | 28            | Parti conservateur      | North Yorkshire | Parti conservateur      |
| Harborough ‡                   | 34            | Parti conservateur      | Leicestershire  | Parti conservateur      |
| Hertsmere ‡                    | 39            | Parti conservateur      | Hertfordshire   | Parti conservateur      |
| High Peak                      | 43            | Parti conservateur      | Derbyshire      | Parti travailliste      |
| Hinckley and Bosworth          | 34            | Parti conservateur      | Leicestershire  | Libéraux Démocrates     |
| Horsham ‡                      | 48            | Parti conservateur      | West Sussex     | Parti conservateur      |
| King's Lynn and West Norfolk ‡ | 55            | Parti conservateur      | Norfolk         | Parti conservateur      |
| Lancaster                      | 60            | Parti travailliste      | Lancashire      | Pas de majorité absolue |
| Lewes ‡                        | 41            | Pas de majorité absolue | East Sussex     | Pas de majorité absolue |
| Lichfield                      | 47            | Parti conservateur      | Staffordshire   | Parti conservateur      |
| Maldon                         | 31            | Parti conservateur      | Essex           | Parti conservateur      |
| Malvern Hills                  | 38            | Parti conservateur      | Worcestershire  | Pas de majorité absolue |
| Mansfield                      | 36            | Parti conservateur      | Nottinghamshire | Liste locale            |
| Melton                         | 28            | Parti conservateur      | Leicestershire  | Parti conservateur      |
| Mendip                         | 47            | Parti conservateur      | Somerset        | Pas de majorité absolue |
| Mid Devon                      | 42            | Parti conservateur      | Devon           | Pas de majorité absolue |
| Mid Suffolk ‡                  | 34            | Parti conservateur      | Suffolk         | Pas de majorité absolue |
| Mid Sussex                     | 54            | Parti conservateur      | West Sussex     | Parti conservateur      |
| New Forest                     | 60            | Parti conservateur      | Hampshire       | Parti conservateur      |
| Newark and Sherwood †          | 39            | Parti conservateur      | Nottinghamshire | Parti conservateur      |
| North Devon ‡,                 | 41 sur 42     | Pas de majorité absolue | Devon           | Libéraux Démocrates     |
| North East Derbyshire ‡        | 53            | Parti travailliste      | Derbyshire      | Parti conservateur      |
| North Kesteven                 | 43            | Parti conservateur      | Lincolnshire    | Pas de majorité absolue |
| North Norfolk ‡                | 40            | Pas de majorité absolue | Norfolk         | Libéraux Démocrates     |
| North Warwickshire             | 35            | Parti conservateur      | Warwickshire    | Parti conservateur      |
| North West Leicestershire      | 38            | Parti conservateur      | Leicestershire  | Parti conservateur      |
| Norwich ‡                      | 39            | Parti travailliste      | Norfolk         | Parti travailliste      |
| Oadby and Wigston              | 26            | Libéraux Démocrates     | Leicestershire  | Libéraux Démocrates     |
| Preston ‡                      | 48            | Parti travailliste      | Lancashire      | Parti travailliste      |
| Reigate and Banstead ‡         | 45            | Parti conservateur      | Surrey          | Parti conservateur      |
| Ribble Valley ‡                | 40            | Parti conservateur      | Lancashire      | Parti conservateur      |
| Richmondshire ‡                | 24            | Parti conservateur      | North Yorkshire | Pas de majorité absolue |
| Rother ‡                       | 38            | Parti conservateur      | East Sussex     | Pas de majorité absolue |
| Runnymede ‡                    | 41            | Parti conservateur      | Surrey          | Parti conservateur      |
| Rushcliffe                     | 44            | Parti conservateur      | Nottinghamshire | Parti conservateur      |
| Ryedale                        | 30            | Pas de majorité absolue | North Yorkshire | Pas de majorité absolue |
| Scarborough ‡                  | 46            | Pas de majorité absolue | North Yorkshire | Pas de majorité absolue |
| Sedgemoor                      | 48            | Parti conservateur      | Somerset        | Parti conservateur      |
| Selby                          | 31            | Parti conservateur      | North Yorkshire | Parti conservateur      |
| Sevenoaks †                    | 54            | Parti conservateur      | Kent            | Parti conservateur      |
| Somerset West and Taunton,     | 59            | Nouveau conseil         | Somerset        | Libéraux Démocrates     |
| South Derbyshire               | 36            | Parti conservateur      | Derbyshire      | Parti conservateur      |
| South Hams                     | 31            | Parti conservateur      | Devon           | Parti conservateur      |
| South Holland                  | 37            | Parti conservateur      | Lincolnshire    | Parti conservateur      |
| South Kesteven                 | 56            | Parti conservateur      | Lincolnshire    | Parti conservateur      |
| South Norfolk ‡                | 46            | Parti conservateur      | Norfolk         | Parti conservateur      |
| South Oxfordshire †            | 36            | Parti conservateur      | Oxfordshire     | Pas de majorité absolue |
| South Ribble                   | 48 sur 50     | Parti conservateur      | Lancashire      | Pas de majorité absolue |
| South Somerset ‡               | 60            | Libéraux Démocrates     | Somerset        | Libéraux Démocrates     |
| South Staffordshire            | 47 sur 49     | Parti conservateur      | Staffordshire   | Parti conservateur      |
| Spelthorne                     | 39            | Parti conservateur      | Surrey          | Parti conservateur      |
| Stafford                       | 40            | Parti conservateur      | Staffordshire   | Parti conservateur      |
| Staffordshire Moorlands        | 56            | Parti conservateur      | Staffordshire   | Pas de majorité absolue |
| Stratford-on-Avon              | 36            | Parti conservateur      | Warwickshire    | Parti conservateur      |
| Surrey Heath ‡                 | 35            | Parti conservateur      | Surrey          | Parti conservateur      |
| Swale                          | 47            | Parti conservateur      | Kent            | Pas de majorité absolue |
| Teignbridge ‡                  | 47            | Parti conservateur      | Devon           | Libéraux Démocrates     |
| Tendring ‡,                    | 46 sur 48     | Parti conservateur      | Essex           | Pas de majorité absolue |
| Test Valley ‡                  | 43            | Parti conservateur      | Hampshire       | Parti conservateur      |
| Tewkesbury ‡                   | 38            | Parti conservateur      | Gloucestershire | Parti conservateur      |
| Thanet                         | 56            | Parti conservateur      | Kent            | Pas de majorité absolue |
| Tonbridge and Malling          | 54            | Parti conservateur      | Kent            | Parti conservateur      |
| Torridge ‡                     | 36            | Parti conservateur      | Devon           | Pas de majorité absolue |
| Uttlesford                     | 39            | Parti conservateur      | Essex           | Liste locale            |
| Vale of White Horse †          | 38            | Parti conservateur      | Oxfordshire     | Libéraux Démocrates     |
| Warwick ‡                      | 44            | Parti conservateur      | Warwickshire    | Pas de majorité absolue |
| Waverley                       | 57            | Parti conservateur      | Surrey          | Pas de majorité absolue |
| Wealden ‡                      | 45            | Parti conservateur      | East Sussex     | Parti conservateur      |
| West Devon                     | 31            | Parti conservateur      | Devon           | Parti conservateur      |
| West Lindsey                   | 36            | Parti conservateur      | Lincolnshire    | Parti conservateur      |
| West Suffolk,                  | 64            | Nouveau conseil         | Suffolk         | Parti conservateur      |
| Wychavon                       | 45            | Parti conservateur      | Worcestershire  | Parti conservateur      |
| Wyre                           | 50            | Parti conservateur      | Lancashire      | Parti conservateur      |
| Wyre Forest                    | 33            | Parti conservateur      | Worcestershire  | Pas de majorité absolue |
| Total (121)                    | 5035 sur 5047 | 5035 sur 5047           | 5035 sur 5047   | 5035 sur 5047           |

† Redécoupage électoral mineur (4)
‡ Révision totale des limites de la circonscription (42)
1. 1 2 3  À la suite de la mort d'un candidat, l'élection est repoussée. https://localcouncils.co.uk/2019/04/have-a-happy-halliday/
2. 1 2  À la suite de la mort d'un candidat, l'élection est repoussée. https://twitter.com/councilsUK/status/1123716880274001920. Consulté le 3 mai 2019.
3. ↑  À la suite de la mort d'un candidat, l'élection est repoussée. https://www.halsteadgazette.co.uk/news/north_essex_news/17564047.tributes-paid-to-dedicated-parish-councillor/

#### Conseils renouvelés par tiers
| Conseil               | Sièges        | Sièges           | Majorité sortante       | Comté           | Nouvelle majorité       | Nouvelle majorité |
| Conseil               | Sièges en jeu | Total des sièges | Majorité sortante       | Comté           | Nouvelle majorité       | Nouvelle majorité |
| --------------------- | ------------- | ---------------- | ----------------------- | --------------- | ----------------------- | ----------------- |
| Amber Valley          | 15            | 45               | Parti conservateur      | Derbyshire      | Parti travailliste      |                   |
| Basildon              | 14            | 42               | Parti conservateur      | Essex           | Pas de majorité absolue |                   |
| Basingstoke and Deane | 20            | 60               | Parti conservateur      | Hampshire       | Parti conservateur      |                   |
| Brentwood             | 12            | 37               | Parti conservateur      | Essex           | Parti conservateur      |                   |
| Broxbourne            | 10+1          | 30               | Parti conservateur      | Hertfordshire   | Parti conservateur      |                   |
| Burnley               | 15            | 45               | Parti travailliste      | Lancashire      | Pas de majorité absolue |                   |
| Cambridge             | 14+2          | 42               | Parti travailliste      | Cambridgeshire  | Parti travailliste      |                   |
| Cannock Chase         | 15            | 41               | Parti travailliste      | Staffordshire   | Pas de majorité absolue |                   |
| Castle Point          | 14            | 41               | Parti conservateur      | Essex           | Parti conservateur      |                   |
| Cherwell              | 16+1          | 48               | Parti conservateur      | Oxfordshire     | Parti conservateur      |                   |
| Chorley               | 15            | 47               | Parti travailliste      | Lancashire      | Parti travailliste      |                   |
| Colchester            | 17            | 51               | Pas de majorité absolue | Essex           | Pas de majorité absolue |                   |
| Craven                | 10+1          | 30               | Parti conservateur      | North Yorkshire | Pas de majorité absolue |                   |
| Eastleigh             | 13            | 39               | Libéraux Démocrates     | Hampshire       | Libéraux Démocrates     |                   |
| Elmbridge             | 16            | 48               | Pas de majorité absolue | Surrey          | Pas de majorité absolue |                   |
| Epping Forest         | 18            | 58               | Parti conservateur      | Essex           | Parti conservateur      |                   |
| Exeter                | 13+1          | 39               | Parti travailliste      | Devon           | Parti travailliste      |                   |
| Harlow                | 11            | 33               | Parti travailliste      | Essex           | Parti travailliste      |                   |
| Hart                  | 11+1          | 33               | Pas de majorité absolue | Hampshire       | Pas de majorité absolue |                   |
| Havant                | 10+1          | 38               | Parti conservateur      | Hampshire       | Parti conservateur      |                   |
| Hyndburn              | 12            | 35               | Parti travailliste      | Lancashire      | Parti travailliste      |                   |
| Ipswich               | 16            | 48               | Parti travailliste      | Suffolk         | Parti travailliste      |                   |
| Lincoln               | 11            | 33               | Parti travailliste      | Lincolnshire    | Parti travailliste      |                   |
| Maidstone             | 18            | 55               | Pas de majorité absolue | Kent            | Pas de majorité absolue |                   |
| Mole Valley           | 14            | 41               | Parti conservateur      | Surrey          | Libéraux Démocrates     |                   |
| North Hertfordshire   | 16            | 49               | Parti conservateur      | Hertfordshire   | Pas de majorité absolue |                   |
| Pendle                | 17            | 49               | Parti conservateur      | Lancashire      | Pas de majorité absolue |                   |
| Redditch              | 10            | 29               | Parti conservateur      | Worcestershire  | Parti conservateur      |                   |
| Rochford              | 13            | 39               | Parti conservateur      | Essex           | Parti conservateur      |                   |
| Rossendale            | 12            | 36               | Parti travailliste      | Lancashire      | Parti travailliste      |                   |
| Rugby                 | 14            | 42               | Parti conservateur      | Warwickshire    | Parti conservateur      |                   |
| Rushmoor              | 13            | 39               | Parti conservateur      | Hampshire       | Parti conservateur      |                   |
| St Albans             | 20+1          | 58               | Parti conservateur      | Hertfordshire   | Pas de majorité absolue |                   |
| South Lakeland        | 16            | 51               | Libéraux Démocrates     | Cumbria         | Libéraux Démocrates     |                   |
| Stevenage             | 13            | 39               | Parti travailliste      | Hertfordshire   | Parti travailliste      |                   |
| Tamworth              | 10            | 30               | Parti conservateur      | Staffordshire   | Parti conservateur      |                   |
| Tandridge             | 14            | 42               | Parti conservateur      | Surrey          | Pas de majorité absolue |                   |
| Three Rivers          | 13+1          | 39               | Libéraux Démocrates     | Hertfordshire   | Libéraux Démocrates     |                   |
| Tunbridge Wells       | 16+2          | 48               | Parti conservateur      | Kent            | Parti conservateur      |                   |
| Watford               | 12+1          | 36               | Libéraux Démocrates     | Hertfordshire   | Libéraux Démocrates     |                   |
| Welwyn Hatfield       | 16+2          | 48               | Parti conservateur      | Hertfordshire   | Pas de majorité absolue |                   |
| West Lancashire       | 18            | 54               | Parti travailliste      | Lancashire      | Parti travailliste      |                   |
| West Oxfordshire      | 16            | 49               | Parti conservateur      | Oxfordshire     | Parti conservateur      |                   |
| Winchester            | 16            | 45               | Parti conservateur      | Hampshire       | Libéraux Démocrates     |                   |
| Woking                | 10            | 30               | Pas de majorité absolue | Surrey          | Pas de majorité absolue |                   |
| Worcester             | 11            | 35               | Pas de majorité absolue | Worcestershire  | Pas de majorité absolue |                   |
| Worthing              | 11            | 37               | Parti conservateur      | West Sussex     | Parti conservateur      |                   |
| Total (47)            | 657+16        | 1983             |                         |                 |                         |                   |

### Districts d'Irlande du Nord
| Districts                            | Sièges | DUP | SF  | UUP | SDLP | APNI | Vert | TUV | PBP | PUP | Aontú | Travailliste | Ind. |
| Antrim and Newtownabbey              | 40     | 14  | 5   | 9   | 4    | 7    | -    | -   | -   | -   | -     | -            | 1    |
| Ards and North Down                  | 40     | 14  | -   | 8   | 1    | 10   | 3    | 1   | -   | -   | -     | -            | 3    |
| Armagh City, Banbridge and Craigavon | 41     | 11  | 10  | 10  | 6    | 3    | -    | -   | -   | -   | -     | -            | 1    |
| Belfast                              | 60     | 15  | 18  | 2   | 6    | 10   | 4    | -   | 3   | 2   | -     | -            | -    |
| Causeway Coast and Glens             | 40     | 14  | 9   | 7   | 6    | 2    | -    | -   | -   | 1   | -     | -            | 1    |
| Derry City and Strabane              | 40     | 7   | 11  | 2   | 11   | 2    | -    | -   | 2   | -   | 1     | -            | 4    |
| Fermanagh and Omagh                  | 40     | 5   | 15  | 9   | 5    | 1    | -    | -   | -   | -   | -     | 1            | 4    |
| Lisburn and Castlereagh              | 40     | 15  | 2   | 11  | 2    | 9    | 1    | -   | -   | -   | -     | -            | -    |
| Mid and East Antrim                  | 40     | 15  | 2   | 7   | 1    | 7    | -    | 5   | -   | -   | -     | -            | 3    |
| Mid Ulster                           | 40     | 9   | 17  | 6   | 6    | -    | -    | -   | -   | -   | -     | -            | 2    |
| Newry, Mourne and Down               | 41     | 3   | 16  | 4   | 11   | 2    | -    | -   | -   | -   | -     | -            | 5    |
| Total                                | 462    | 122 | 105 | 75  | 59   | 53   | 8    | 6   | 5   | 3   | 1     | 1            | 24   |